# آدم جورج سنايدر
آدم جورج سنايدر (بالإنجليزية: Adam W. Snyder)‏ (و. 1799 – 1842 م) هو سياسي، محام من الولايات المتحدة الأمريكية .